# Apple AirPort

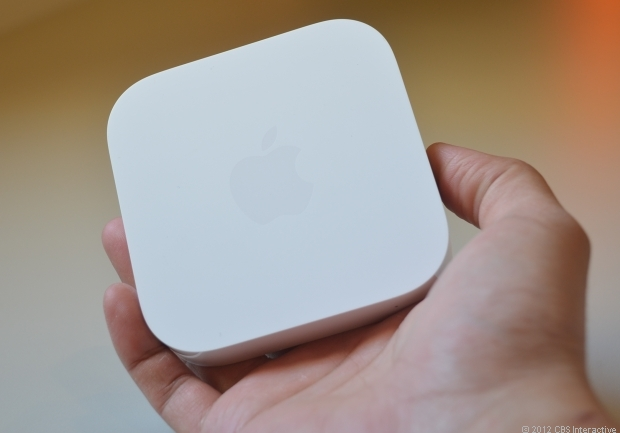
AirPort Express 2012

Entwicklung der Chipsets

AirPort ist der von Apple eingetragene Markenname für auf der Funknetzwerktechnologie (siehe Wireless LAN) basierende Produkte nach dem IEEE-802.11-DSSS-Standard wie etwa AirPort Extreme oder Time Capsule. In Japan ist der Name „AirPort“ bereits von I-O DATA registriert, weswegen Apple die betroffenen Produkte dort unter dem Namen „AirMac“ verkauft.
Im April 2018 hat Apple die ganze AirPort-Reihe – AirPort Extreme, AirPort Express und Time Capsule – abgekündigt.

## AirPort Basisstationen
Alle AirPort Basisstationen fungieren als WLAN-Router. Sie sind mit allen WLAN-fähigen Computern kompatibel.

### AirPort (Erste Generation)

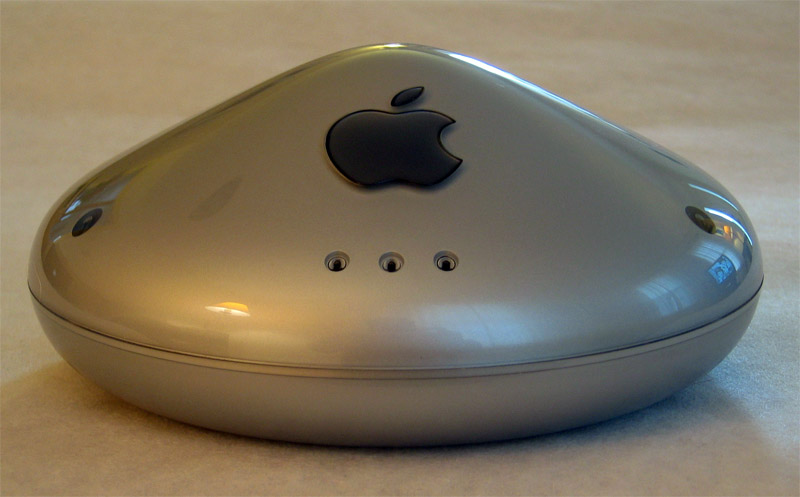
AirPort Basisstation (Erste Generation)

Die AirPort Basisstation der ersten Generation wurde von Steve Jobs am 21. Juli 1999 auf der MacWorld in New York vorgestellt. Sie basierte auf einem geschrumpften 486er-Prozessor in Verbindung mit einer AirPort-Karte und enthielt ein Modem und einen Ethernet-Port. Eine spätere Version kam in Weiß („Snow“) statt Grau, besaß einen zweiten Ethernet-Port und enthielt einen PowerPC-860-Prozessor. Diese AirPort-Generation funkt ausschließlich nach IEEE 802.11b.
| AirPort                              | Order                | Modell | Erschienen | Wi-Fi Standard | Anzahl LAN Ports | Built-in Modem | Power Over Ethernet (PoE) | Gigabit-Ethernet-Ports | Frequenzband | Verschlüsselung |
| ------------------------------------ | -------------------- | ------ | ---------- | -------------- | ---------------- | -------------- | ------------------------- | ---------------------- | ------------ | --------------- |
| Airport Base Station                 | M7601LL/A, M7601LL/B | M5757  | 7/1999     | 802.11b        | 1                | Ja             | Nein                      | Nein                   | 2,4 GHz      | WEP             |
| AirPort Base Station (Dual Ethernet) | M8209LL/A            | M8440  | 11/2001    | 802.11b        | 2                | Ja             | Nein                      | Nein                   | 2,4 GHz      | WEP             |

### AirPort Extreme

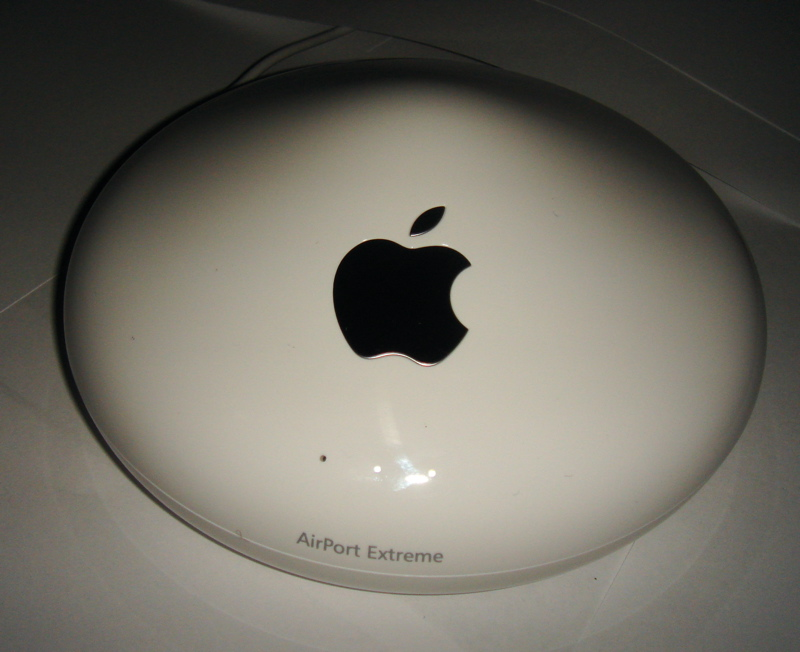
AirPort Extreme Basisstation (bis 2007)

Die AirPort Extreme Basisstation ersetzte die erste Generation im Januar 2003 und ermöglichte Übertragungsgeschwindigkeiten von 54 Mbit/s. Je nach Version ist sie mit einem eingebauten Modem und einem externen Antennenanschluss versehen, alle Versionen verfügen außerdem über einen USB-Anschluss, mit dem ein Drucker im Netzwerk über das Bonjour-Protokoll unabhängig von anderen Computern oder Druckerservern betrieben werden kann. Es existiert auch eine Version mit Stromversorgung über Ethernet.
Apple musste diese AirPort-Extreme-Basisstation im Sommer 2006 vom europäischen Markt nehmen (Produktelimination). Sie verstieß gegen die RoHS-Richtlinien zum Verbot bestimmter Substanzen bei der Herstellung und Verarbeitung von elektrischen und elektronischen Geräten und Bauteilen.

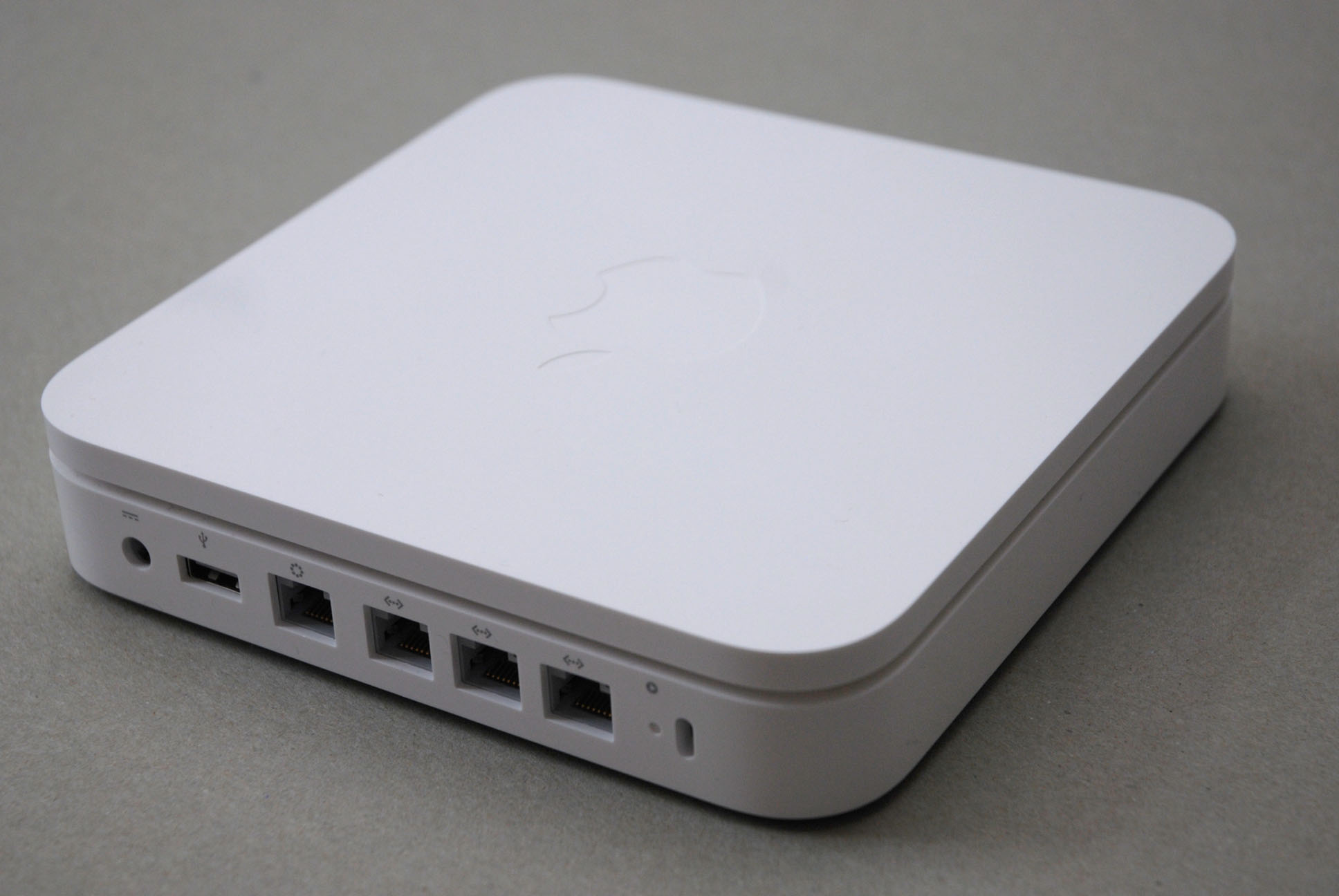
AirPort Extreme Basisstation (seit 2007)

Am 9. Januar 2007 wurde ein völlig neues Modell vorgestellt. Es besitzt einen USB-2.0-Anschluss und drei Ethernet-Anschlüsse (zunächst 100 MBit, später 1 GBit). Der USB-Anschluss kann neben Druckern auch dazu genutzt werden, um eine USB-Festplatte als NAS (Network Attached Storage) einzubinden. Mit Hilfe eines USB-Hubs lassen sich auch mehrere Endgeräte anschließen. Die Station unterstützt den neuen WLAN-Standard 802.11n und kann neben dem 2,4-GHz-Frequenzbereich auch im 5-GHz-Frequenzbereich betrieben werden. Ferner unterstützt sie WPA2-Verschlüsselung, die Sicherheitslücken des WPA-Standards schließt. Dieses Modell ist abwärtskompatibel und unterstützt auch die älteren WLAN-Standards 802.11b/g und die WEP- und WPA-Verschlüsselung. Eine im März 2009 vorgestellte neue Version unterstützt den Dual-Band Modus, d. h., sie kann im 2,4-GHz-Frequenzbereich als auch im 5-GHz-Frequenzbereich zugleich betrieben werden. Verbesserte Antennen sollen bei ab Oktober 2009 gebauten Geräten Reichweite und Durchsatz verbessern. Alle Geräte der AirPort Extreme 2007 und folgend haben keinen externen Antennenanschluss.
| AirPort Extreme                         | Order     | Modell | Erschienen    | Wi-Fi Standard              | Anzahl LAN Ports | Built-in Modem | Externer Antennen Port | Power Over Ethernet | Gigabit Ports | Simultan Dual-Band 2.4/5 GHz | Neueste Firmware-Version |
| --------------------------------------- | --------- | ------ | ------------- | --------------------------- | ---------------- | -------------- | ---------------------- | ------------------- | ------------- | ---------------------------- | ------------------------ |
| AirPort Extreme Base Station            | M8930LL/A | A1034  | 1/2003        | 802.11b/g                   | 2                | Nein           | Nein                   | Nein                | Nein          | Nein                         |                          |
| AirPort Extreme Base Station mit Modem  | M8799LL/A | A1034  | 1/2003        | 802.11b/g                   | 2                | Ja             | Ja                     | Ja                  | Nein          | Nein                         |                          |
| AirPort Extreme Base Station (PoE)      | M9397LL/A | A1034  | 4/2004        | 802.11b/g                   | 2                | Nein           | Ja                     | Ja                  | Nein          | Nein                         |                          |
| AirPort Extreme 802.11n (1. Generation) | MA073LL/A | A1143  | 1/2007        | 802.11a/b/g/Draft N         | 3                | Nein           | Nein                   | Nein                | Nein          | Nein                         | 7.8.1                    |
| AirPort Extreme 802.11n (2. Generation) | MB053LL/A | A1143  | 8/2007        | 802.11a/b/g/Draft N         | 3                | Nein           | Nein                   | Nein                | Ja            | Nein                         | 7.8.1                    |
| AirPort Extreme 802.11n (3. Generation) | MB763LL/A | A1301  | 3/2009        | 802.11a/b/g/Draft N         | 3                | Nein           | Nein                   | Nein                | Ja            | Ja                           | 7.8.1                    |
| AirPort Extreme 802.11n (4. Generation) | MC340LL/A | A1354  | 10/2009       | 802.11a/b/g/Final N         | 3                | Nein           | Nein                   | Nein                | Ja            | Ja                           | 7.8.1                    |
| AirPort Extreme 802.11n (5. Generation) | MC340Z/A  | A1408  | 6/2011        | 802.11a/b/g/Final N         | 3                | Nein           | Nein                   | Nein                | Ja            | Ja                           | 7.8.1                    |
| AirPort Extreme 802.11n (5. Generation) | MD031Z/A  | A1408  | Mitte 2011    | 802.11a/b/g/Final N         | 3                | Nein           | Nein                   | Nein                | Ja            | Ja                           | 7.8.1                    |
| AirPort Extreme 802.11ac                | ME918LL/A | A1521  | 10. Juli 2013 | 802.11a/b/g/n und ac(draft) | 3                | Nein           | Nein                   | Nein                | Ja            | Ja                           | 7.9.1                    |

### AirPort Express

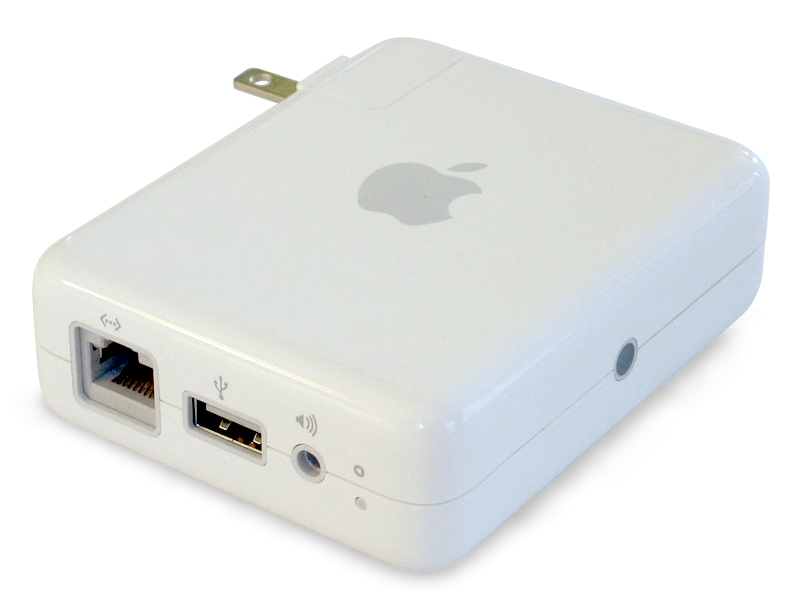
AirPort-Express-Basisstation, US-Stecker, alte Gehäuseform

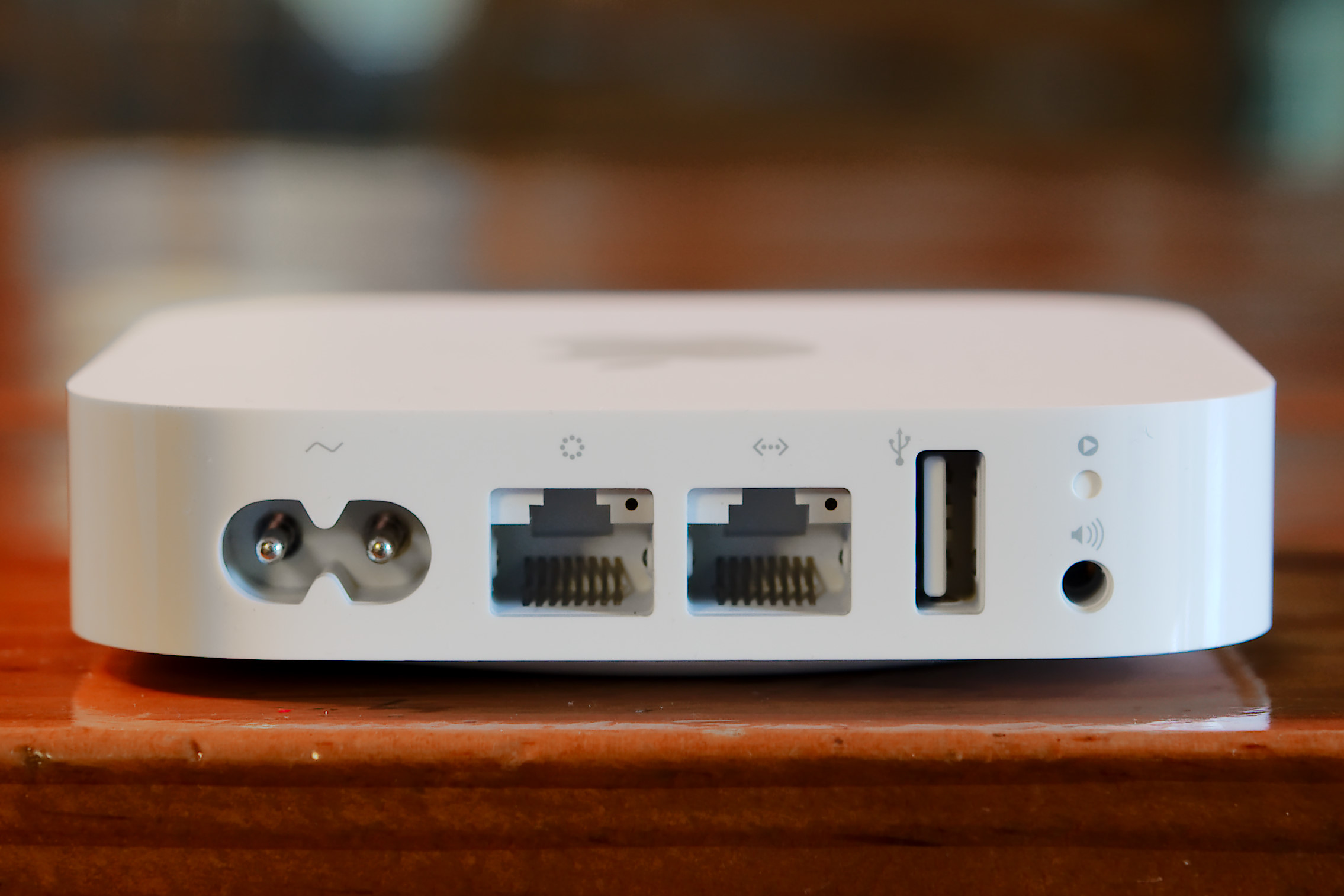
Rückansicht der Airport Express mit Audiostecker und anderen Anschlüssen

AirPort Express ist die kleinste und günstigste AirPort-Basisstation. Sie bietet neben RJ45-Ethernet- und einem USB-Anschluss (hier nur für Drucker) als einzige Apple Basisstation auch eine 3,5 mm Klinkenbuchse zur Verbindung mit einer Stereoanlage. Diese erlaubt es, Audio mittels AirPlay (Schnittstelle) über das lokale Netzwerk an die Airport Express Basisstation zu streamen. Dieser Anschluss ist kombiniert mit einem optischen TOSLINK-Ausgang für digitale Audiosignale. AirPort Express nutzt die WLAN-Standards 802.11a/b/g (seit 17. März 2008 auch IEEE 802.11n) und unterstützt neben den moderneren WPA- und WPA2-Verschlüsselungsmethoden noch die WEP-Verschlüsselung.
Für das letzte Modell ab 2012 wurde 2018 ein Update veröffentlicht, um Kompatibilität mit AirPlay 2 hinzuzufügen.
| AirPort Express                         | Order     | Model        | Wi-Fi Standard      | Wireless-to-Ethernet Bridge mode | Neueste Firmware-Version | |
| --------------------------------------- | --------- | ------------ | ------------------- | -------------------------------- | ------------------------ | --- |
| AirPort Express                         | M9470LL/A | A1084, A1088 | 802.11b/g           | Ja (mit 6.3)                     | 6.3                      | 2004 bis 2008 |
| AirPort Express 802.11n (1. Generation) | MB321LL/A | A1264, A126x | 802.11a/b/g/Draft N | Ja                               | 7.8.1                    | 2008 bis Mitte 2012 |
| AirPort Express 802.11n (2. Generation) | MC414Z/A  | A1392, A139x | 802.11n             | Ja mit zwei RJ45-Anschlüssen     | 7.8.1                    | 2012 bis Mitte 2018. Neue Gehäuseform eingeführt, bezeichnet als AirPort Express 802.11n (2. Generation), nicht mehr als Stecknetzteil, sondern mit Stromanschlusskabel. |

### AirPort Time Capsule

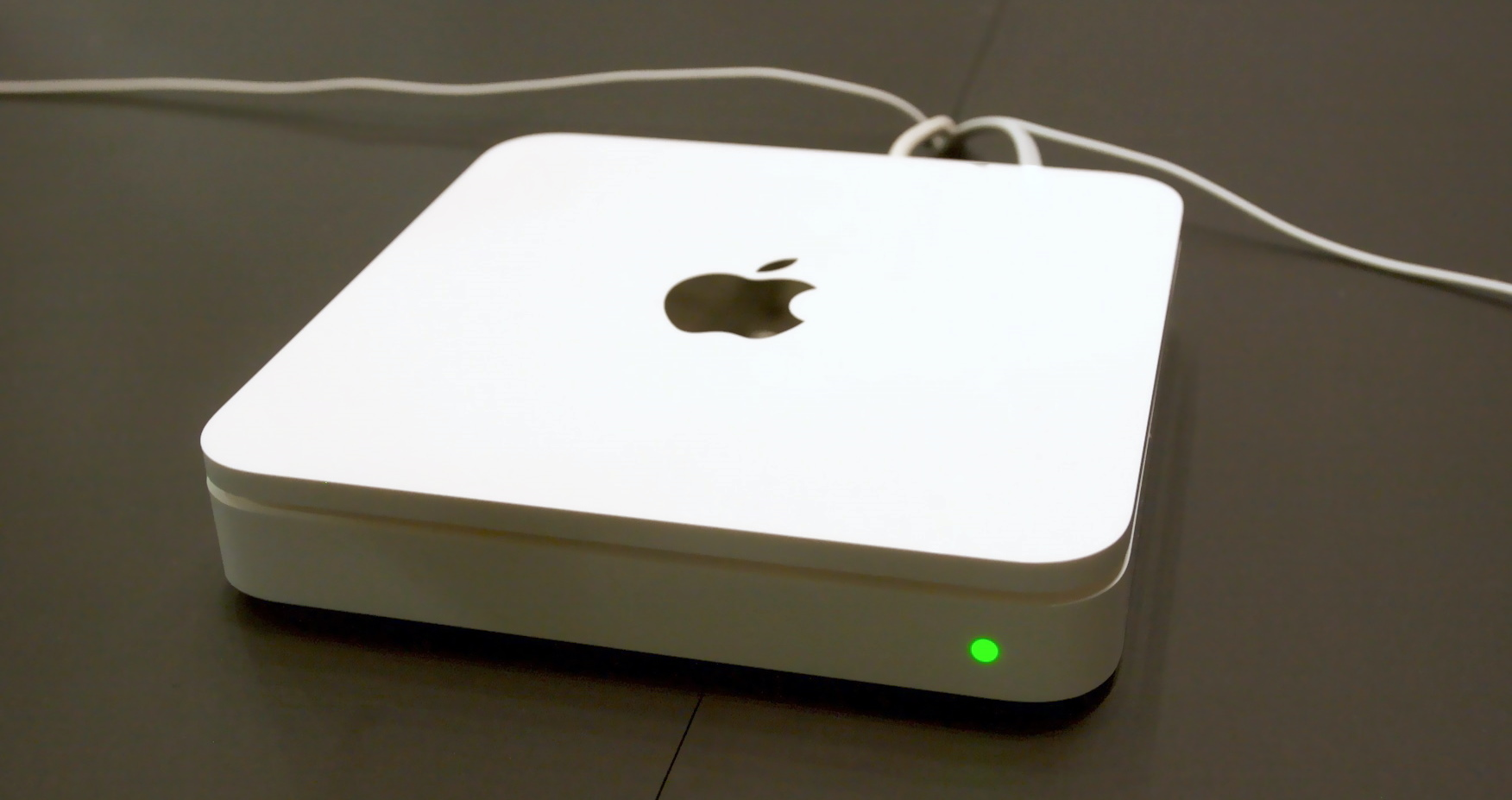
Apple Time Capsule besitzt eine eingebaute Festplatte

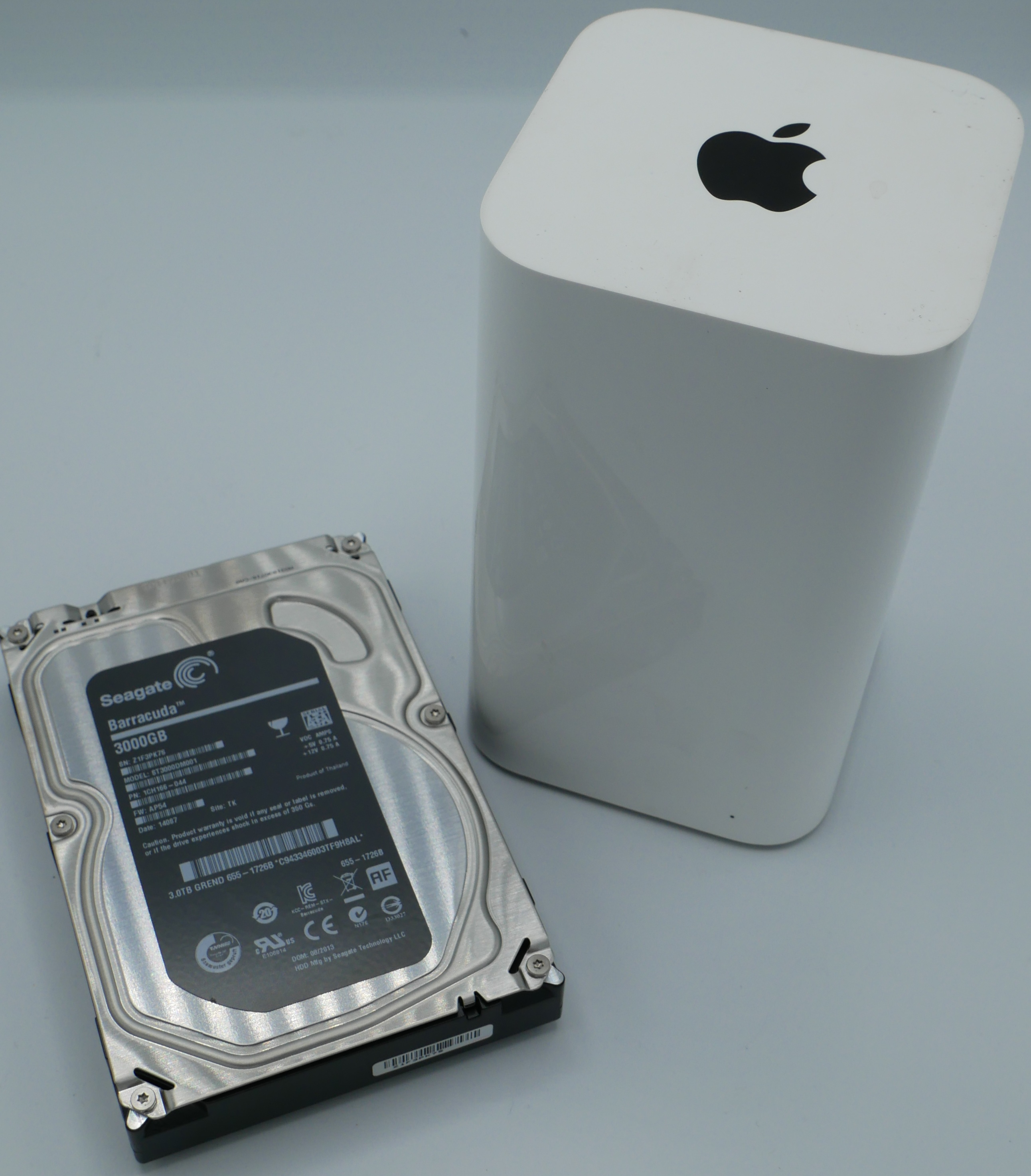
Time Capsule der 5. Generation (Turm)

AirPort Time Capsule ist eine AirPort-Extreme-Basisstation (802.11ac) mit integrierter Festplatte. Sie arbeitet mit Time Machine zusammen, einem Datensicherungsprogramm, das seit macOS 10.5 Bestandteil des Betriebssystems ist. Der USB-Port kann wahlweise für eine weitere Festplatte oder einen Drucker genutzt werden. Die beiden aktuell erhältlichen Versionen der 5. Generation unterscheiden sich in der Festplattenkapazität 2 TB (ME177LL/A) bzw. 3 TB (Teilenr. ME182LL/A).
Das Gerät kann gleichzeitig als NAS genutzt werden. Die im Gerät eingebaute Festplatte steht jedem am Router angeschlossenen Netzwerkteilnehmer zur Verfügung. Die Sicherung gegen unbefugte Benutzung erfolgt wahlweise durch die Vergabe eines Passwortes oder mittels Benutzerkonten. Schließt man an der Time Capsule per USB weitere Festplatten an, so werden diese ebenfalls über das gleiche Passwort oder Benutzerkonto gesichert.
Die erste Generation (2008) der Time Capsule konnte für WLAN entweder nur das 2,4-GHz-Band oder das 5-GHz-Band nutzen. Seit der zweiten Generation (März 2009) unterstützt die Time Capsule Dualband, so dass die gleichzeitige Nutzung beispielsweise eines iPod Touch (2,4 GHz) den WLAN-Datenverkehr mit dem MacBook (5,0 GHz) nicht ausbremst. Rein äußerlich sind die beiden Geräte bis auf das Typenschild mit Dualband nicht unterscheidbar. Die zweite Generation kann zudem die neuen Funktionen des AirPort-Dienstprogramms nutzen (u. a. getrenntes Gast-WLAN und iCloud-Internet-Login-Option). Seit der 5. Generation unterstützt die Time Capsule IEEE 802.11 ac draft, analog zur Airport Extreme der 6. Generation. Auch das Gehäuse-Design hat sich grundlegend verändert (stehend statt liegend).
Seit Mitte 2013 nennt Apple die Time Capsule „AirPort Time Capsule“.
| Generation | Erschienen | Modell | Order     | Festplatte | Bänder      | Gastzugang | WiFi-Standard                                                | Data Link Protokoll                              | Netzwerk Protokoll                           | Neueste Firmware-Version | Gehäuse                        | Name                 |
| ---------- | ---------- | ------ | --------- | ---------- | ----------- | ---------- | ------------------------------------------------------------ | ------------------------------------------------ | -------------------------------------------- | ------------------------ | ------------------------------ | -------------------- |
| 1. Gen.    | Feb 2008   | A1254  | MB276LL/A | 500 GB     | Single-Band | nein       | 802.11 DSSS 1 & 2 Mbit/s standard, 802.11a/b/g/n (draft)     | Gigabit-Ethernet, IEEE 802.11a/b/g/n (draft)     | IPSec, L2TP, PPTP                            | 7.8.1                    | Flachgehäuse                   | Apple Time Capsule   |
| 1. Gen.    | Feb 2008   | A1254  | MB277LL/A | 1 TB       | Single-Band | nein       | 802.11 DSSS 1 & 2 Mbit/s standard, 802.11a/b/g/n (draft)     | Gigabit-Ethernet, IEEE 802.11a/b/g/n (draft)     | IPSec, L2TP, PPTP                            | 7.8.1                    | Flachgehäuse                   | Apple Time Capsule   |
| 2. Gen.    | Mar 2009   | A1302  | MB764LL/A | 500 GB     | Dual-Band   | ja         | 802.11 DSSS 1 & 2 Mbit/s standard, 802.11a/b/g/n (draft)     | Gigabit-Ethernet, IEEE 802.11a/b/g/n (draft)     | Bonjour, DHCP, DNS, IPSec, L2TP, PPPoE, PPTP | 7.8.1                    | Flachgehäuse                   | Apple Time Capsule   |
| 2. Gen.    | Mar 2009   | A1302  | MB765LL/A | 1 TB       | Dual-Band   | ja         | 802.11 DSSS 1 & 2 Mbit/s standard, 802.11a/b/g/n (draft)     | Gigabit-Ethernet, IEEE 802.11a/b/g/n (draft)     | Bonjour, DHCP, DNS, IPSec, L2TP, PPPoE, PPTP | 7.8.1                    | Flachgehäuse                   | Apple Time Capsule   |
| 2. Gen.    | Jul 2009   | A1302  | MB996LL/A | 2 TB       | Dual-Band   | ja         | 802.11 DSSS 1 & 2 Mbit/s standard, 802.11a/b/g/n (draft)     | Gigabit-Ethernet, IEEE 802.11a/b/g/n (draft)     | Bonjour, DHCP, DNS, IPSec, L2TP, PPPoE, PPTP | 7.8.1                    | Flachgehäuse                   | Apple Time Capsule   |
| 3. Gen.    | Okt 2009   | A1355  | MC343Z/A  | 1 TB       | Dual-Band   | ja         | 802.11 DSSS 1 & 2 Mbit/s standard, 802.11a/b/g/n             | Gigabit-Ethernet, IEEE 802.11a/b/g/n             | Bonjour, DHCP, DNS, IPSec, L2TP, PPPoE, PPTP | 7.8.1                    | Flachgehäuse                   | Apple Time Capsule   |
| 3. Gen.    | Okt 2009   | A1355  | MC344Z/A  | 2 TB       | Dual-Band   | ja         | 802.11 DSSS 1 & 2 Mbit/s standard, 802.11a/b/g/n             | Gigabit-Ethernet, IEEE 802.11a/b/g/n             | Bonjour, DHCP, DNS, IPSec, L2TP, PPPoE, PPTP | 7.8.1                    | Flachgehäuse                   | Apple Time Capsule   |
| 4. Gen.    | Jun 2011   | A1409  | MD032Z/A  | 2 TB       | Dual-Band   | ja         | 802.11 DSSS 1 & 2 Mbit/s standard, 802.11a/b/g/n             | Gigabit-Ethernet, IEEE 802.11a/b/g/n             | Bonjour, DHCP, DNS, IPSec, L2TP, PPPoE, PPTP | 7.8.1                    | Flachgehäuse                   | Apple Time Capsule   |
| 4. Gen.    | Jun 2011   | A1409  | MD033Z/A  | 3 TB       | Dual-Band   | ja         | 802.11 DSSS 1 & 2 Mbit/s standard, 802.11a/b/g/n             | Gigabit-Ethernet, IEEE 802.11a/b/g/n             | Bonjour, DHCP, DNS, IPSec, L2TP, PPPoE, PPTP | 7.8.1                    | Flachgehäuse                   | Apple Time Capsule   |
| 5. Gen.    | Jun 2013   | A1470  | ME177Z/A  | 2 TB       | Dual-Band   | ja         | 802.11 DSSS 1 & 2 Mbit/s standard, 802.11ac (draft) /a/b/g/n | Gigabit-Ethernet, IEEE 802.11ac (draft) /a/b/g/n | Bonjour, DHCP, DNS, IPSec, L2TP, PPPoE, PPTP | 7.9.1                    | Turm mit kleinerer Grundfläche | Airport Time Capsule |
| 5. Gen.    | Jun 2013   | A1470  | ME182Z/A  | 3 TB       | Dual-Band   | ja         | 802.11 DSSS 1 & 2 Mbit/s standard, 802.11ac (draft) /a/b/g/n | Gigabit-Ethernet, IEEE 802.11ac (draft) /a/b/g/n | Bonjour, DHCP, DNS, IPSec, L2TP, PPPoE, PPTP | 7.9.1                    | Turm mit kleinerer Grundfläche | Airport Time Capsule |

## Anwendungsmöglichkeiten
Die Basisstationen AirPort Extreme und AirPort Express können verwendet werden, um
- eine Internetverbindung über WLAN bereitzustellen (mittels NAT). Hierzu wird an den Ethernet-Anschluss ein DSL- oder Kabel-Modem angesteckt.
- einen USB-Drucker über WLAN oder Ethernet bereitzustellen
- eine oder mehrere USB-Festplatten über WLAN oder Ethernet bereitzustellen (nur AirPort Extreme)
- eine Brücke zwischen WLAN und Ethernet herzustellen und um
- mittels WDS die Reichweite eines WLAN zu erweitern.

### AirPlay
Darüber hinaus kann über AirPort Express auch drahtlos der Ton von iTunes auf der HiFi-Anlage (oder Aktiv-Lautsprechern) wiedergegeben werden. Bei dieser früher AirTunes, jetzt AirPlay genannten Methode wird die Musik aus iTunes mittels der AirPort Express Station (oder dem Apple TV) über WLAN gestreamt. Die Stereo-Anlage wird über einen TOSLINK-Eingang oder analogen Klinkenstecker an die AirPort Express Station angeschlossen. Auf Seite der Basisstation ist ggf. ein Mini-Toslink-Stecker bzw. -adapter erforderlich.
In iTunes kann die AirPort Express Station als Lautsprecher ausgewählt werden. Während AirPlay früher wie sein Vorgänger AirTunes nur über iTunes benutzt werden konnte, ist es inzwischen ein fester Bestandteil der Betriebssysteme iOS und macOS. Unter iOS ist die Tonausgabe bei Videowiedergabe synchron, unter OS X nur bei Wiedergabe über das systemeigene Framework (z. B. via QuickTime, DVD-Player oder HTML5-Video). Software von Drittherstellern (z. B. VLC) geben den Ton über den AirPort um einige Sekunden verzögert aus.
Mit der Firmware 7.8 vom 28. August 2018 erhielt die zweite Generation des Airport Express die Möglichkeit, Airplay 2 zu nutzen.

### NAS
Mit AirPort Extreme kann der Anwender eine USB-Festplatte als Network Attached Storage (NAS) einbinden. Apple bezeichnet diese Funktion als AirPort Disk. Auf die Festplatte kann über das Netzwerk mithilfe der Windows-Netzwerkfreigabe (SMB) zugegriffen werden. Sofern die Festplatte mit Apples eigenem Dateisystem HFS+ formatiert ist, können dessen Vorteile über das Netzwerk mittels AFP genutzt werden.
Zwar verfügt der AirPort Extreme Router über lediglich einen USB-Anschluss, jedoch können auch mehrere Drucker und Festplatten gleichzeitig über einen USB-Hub angeschlossen werden. Da laut USB2.0 Spezifikation nur eine maximale Stromaufnahme von 500 mA möglich ist, übersteigt bei manchen Festplatten die Anlaufstromaufnahme diesen Wert. Es ist also unter Umständen eine USB Festplatte mit Netzteil nötig.
Darüber hinaus kann die in Time Capsule eingebaute Festplatte zur Datensicherung mit Time Machine verwendet werden.
Bisher konnte auf die AirPort Disk bzw. Time Capsule auch über eine MobileMe Mitgliedschaft aus dem Internet zugegriffen werden. Auch unter iCloud ist der Zugriff mit "Back to my Mac" möglich.

## Airport-Dienstprogramm
Im Gegensatz zu Routern anderer Hersteller kann die AirPort-Basisstationen nur mit der von Apple mitgelieferten Software AirPort-Dienstprogramm konfiguriert werden. Eine Web-Oberfläche zur Konfiguration des Gerätes existiert nicht. Das AirPort-Dienstprogramm existiert für MacOS bzw. OS X und iOS, eine ältere Version für Windows 7. Eine Konfiguration unter Linux ist damit nicht möglich.
Ältere AirPort-Basisstationen wie die AirPort Express mit Firmware 6.3 werden durch das aktuelle Airport-Dienstprogramm nicht unterstützt, so dass sich diese Geräte nur von älteren OS-X-Rechnern oder unter Windows 7 konfigurieren lassen. Im Gegenzug ist die Konfiguration der neueren Airport-Basisstationen nach Standard 802.11ac nicht mit älteren Macs oder Windows möglich.
| Version des Airport-Dienstprogramms | unterstützte Betriebssysteme                                                                                           | unterstützte AirPort-Basisstationen                                                                             |
| ----------------------------------- | --- | --- |
| 6.3.2                               | - macOS High Sierra 10.13, - macOS Sierra 10.12, - OS X 10.11 El Capitan, - OS X 10.10 Yosemite, - OS X 10.9 Mavericks | - alle AirPort-Basisstationen 802.11ac (Firmware 7.7.8), - alle AirPort-Basisstationen 802.11n (Firmware 7.6.8) |
| 6.3.1                               | - OS X 10.8 Mountain Lion, - OS X 10.7 Lion                                                                            | - alle AirPort-Basisstationen 802.11ac (Firmware 7.7.8), - alle AirPort-Basisstationen 802.11n (Firmware 7.6.8) |
| 1.3.4                               | - iOS 7.1 und neuer | - alle AirPort-Basisstationen 802.11ac (Firmware 7.7.8), - alle AirPort-Basisstationen 802.11n (Firmware 7.6.8) |
| 5.6.1                               | - OS X 10.6 Snow Leopard, - OS X 10.5 Leopard, - Windows 7                                                             | - alle AirPort-Basisstationen 802.11n (Firmware 7.6.8), - AirPort Express (1. Version, Firmware 6.3)            |
| 5.4.1                               | - OS X 10.4 Tiger | |

Die Airport-Geräte der ersten Generation (802.11b) werden über das AirPort Admin Utility administriert.
| Version des Airport-Admin-Dienstprogramms | unterstützte Betriebssysteme    | unterstützte AirPort-Basisstationen                           |
| ----------------------------------------- | ------------------------------- | ------------------------------------------------------------- |
| 4.2.5                                     | - Mac OS X 10.4 - Mac OS X 10.5 | - alle AirPort-Basisstationen 802.11 ab der ersten Generation |

## AirPort-Karte
Die in vielen Apple-Computern eingebaute AirPort-Karte ist eine einfache WLAN-Karte. Sie unterstützt den anerkannten Industriestandard IEEE 802.11b sowie IEEE 802.11g (neuere Karten auch IEEE 802.11n) und unterstützt somit eine Datenübertragungsrate von bis zu 54 Mbit/s (IEEE 802.11b/g und eine bis zu 2,5-mal schnellere Datenübertragung bei IEEE 802.11n) sowie eine WEP-Verschlüsselung mit maximal 128 Bit sowie WPA und WPA2.
AirPort wurde mit den iBooks der ersten Generation eingeführt. Mit einer Basisstation konnte man per Funknetzwerk ins Internet gehen. Dazu musste eine AirPort-Karte eingebaut werden. Die notwendigen Antennen waren ab dem iBook serienmäßig integriert.

## Kritik

### Time Capsule (erste Generation)
Bei der ersten Generation der Time Capsule häuften sich ab Mitte 2009 Berichte über vorzeitig defekte „Time Capsule“-Einheiten, bei denen das Netzteil angeblich hitzebedingt frühzeitig versagt hatte. Die Internetseite „The Apple Time Capsule Memorial Register“ enthält ein Verzeichnis defekter Geräte und ihrer Seriennummern sowie Hintergrundwissen. Die Betreiber der Seite nehmen seit 15. Februar 2010 keine weiteren Meldungen mehr an, nachdem sich der Verdacht eines systematischen Herstellungsfehlers erhärtete. Am 12. Juni 2010 gab Apple ein allgemeines Rückrufprogramm bekannt, bei dem auch Geräte kostenlos repariert bzw. ausgetauscht wurden, bei denen die gesetzliche Gewährleistung bereits abgelaufen war. Falls bereits vor der Bekanntgabe des Rückrufprogramms Reparaturkosten angefallen waren, wurden diese erstattet.

### Time Capsule (fünfte Generation)
Die fünfte Generation der Time Capsule Geräte nutzt intern Festplatten von Seagate, bei denen es offenbar auch ohne Fremdeinwirkung zu einem schweren Schaden kommen kann. Hierbei führt ein Bruch der Parkrampe der Seagate-Festplatte zu einem Ausfall der Time Capsule.